# Жуакін Марія Машаду де Ассіс
Жуакін-Марія Машаду ді Ассіз (порт. Joaquim Maria Machado de Assis; нар. 21 червня 1839, Ріо-де-Жанейро — пом. 29 вересня 1908, Ріо-де-Жанейро) — бразильський письменник, якого багато критиків, вчені, письменники і читачі вважають одним з найбільших, якщо не найбільшим ім'ям в бразильській літературі. Писав практично у всіх літературних жанрах, будучи поетом, романістом, хронікером, драматургом, автором оповідань, памфлетів, журналістом і літературним критиком.
Свідок скасування рабства і політичних змін в країні, коли Республіка змінила Бразильську імперію, а також самих різних потрясінь у світі в кінці XIX — початку XX століття, і був прекрасним коментатором і репортером політико-соціальних подій свого часу.

## Біографія
Народився в Морру-ду-Лівраменту, Ріо-де-Жанейро, в бідній родині, майже не навчався в державних школах і ніколи не відвідував університет. На думку американського літературного критика Гарольда Блума, Машаду ді Ассіз — найвидатніший чорношкірий письменник усіх часів, хоча інші вчені вважають за краще уточнювати, що Машаду був метисом, сином нащадка звільнених негрів і португальської прачки. Його біографи відзначають, що, цікавлячись богемою і двором, він прагнув піднятися в соціальному плані, забезпечуючи собі інтелектуальну перевагу і культуру бразильської столиці; з цією метою він займав різні державні посади, пройшовши через Міністерство сільського господарства, торгівлі та громадських робіт, і домігся ранньої популярності в газетах, де він опублікував свої перші вірші і хроніки. 
Машаду ді Ассіз був свідком, протягом свого життя, яка охоплювала кінець першої половини XIX століття до перших років XX століття, величезних історичних змін в політиці, економіці, бразильському і світовому суспільстві. У зрілому віці, разом з інтелектуалами і близькими колегами, він заснував і став першим одноголосним президентом Бразильської академії літератури.
Велика спадщина Машаду складається з 10 романів, 205 творів, 10 п'єс, 5 збірок віршів і сонетів і більше 600 хронік. Машаду Ассіз вважається представником реалізму в Бразилії, після публікації «Посмертні мемуари Браза Кубаса» (1881). Цей роман стоїть поруч з усіма його подальшими творами, «Квінкас Борба» (1891), «Дон Кажмурро» (1899), «Ісав і Іаков» (1904) і «Меморіал Айреса» (1908), ортодоксально відома яка належить до другої фази, в якій відзначаються соціальні критики, іронія і песимізм, хоча не відбувається розриву романтичних залишків.
Починаючи з цього етапу, критики відзначають, що кращими його творами є ті, які стали називати «Реалістичною трилогією». Його перший літературний етап складається з таких творів, як «Воскресіння», «Рука і Рукавичка», «Гелена» і «Іайя Гарсія» (1872—1878), де можна помітити риси, успадковані від романтизму, або «конвенціоналізму», як вважають за краще сучасні критики.
Його творчість мала фундаментальне значення для бразильських літературних шкіл XIX і XX століть, а сьогодні представляє великий академічний і суспільний інтерес для розуміння Бразилії і всього світу. Вплинув на таких великих літераторів, як — Олаву Білак, Ліма Баррету, Драммунд де Андраде, Джон Барт, Дональд Бартелме, і багатьох інших.

## Посилання

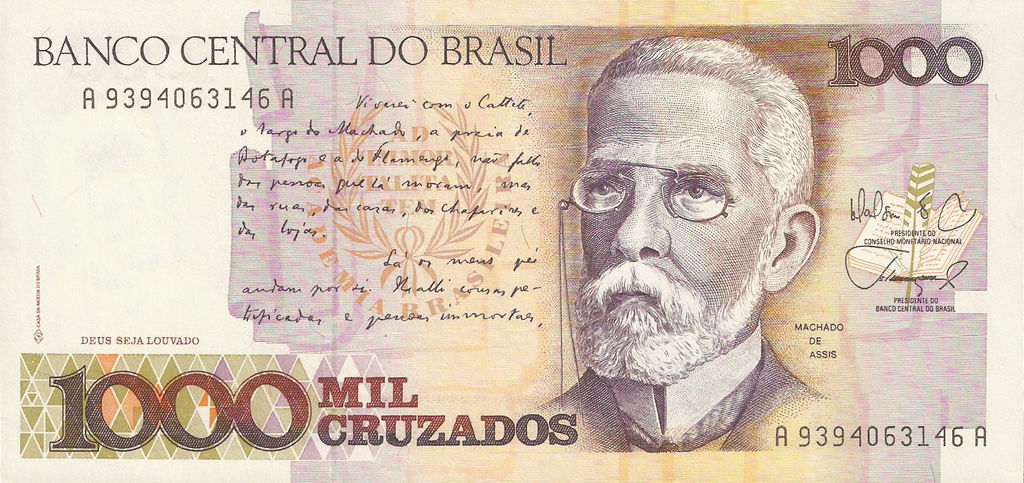
1987 р. Банкнота номіналом 1000 бразильських крузадо із зображенням Машаду де Ассіса.

## Пам'ять
- Член-засновник Бразильської академії літератури (1896-1908).
- Президент Бразильської академії літератури (1897-1908).
- Бразильська імперія: Кавалер Ордену Троянди (1867).
- Бразильська імперія: Офіцер Ордену Троянди (1888).
- Зображений на банкноті 1000 бразильских крузадо.